# ازبوری، دیل، آلاباما
ازبوری (به انگلیسی: Asbury) یک منطقهٔ مسکونی در ایالات متحده آمریکا است که در شهرستان داله، آلاباما واقع شده‌است. ازبوری ۱۲۸٫۰۲ متر بالاتر از سطح دریا قرار دارد.